# Reischekia exigua
Reischekia exigua är en spindeldjursart som beskrevs av Beier 1976. Reischekia exigua ingår i släktet Reischekia och familjen blindklokrypare.

## Underarter
Arten delas in i följande underarter:
- R. e. exigua
- R. e. sentiens